# Bhuvanaikabahu IV
Bhuvanaikabahu IV est le 1er roi de Gampola, de la dynastie Siri Sanga Bo, dans l'actuel Sri Lanka. Il régna de 1342/47 à 1352/53  ou de 1344/45 à 1353/54.

## Étymologie
Le nom provient de la langue pali, propre au bouddhisme Theravāda pratiqué au Sri Lanka, dont l'écriture est en Devanagari. La transcription en langue latine peut donc donner des résultats différents, selon que le mot est transcrit traditionnellement ou en ISO 15919.
Le nom du roi Bhuvanaikabahu peut se décomposer en 2 mots :
- Le mot Bhuvanaika peut se transcrire aussi Buvaneka, Buwaneka
- Le mot Bahu peut se transcrire Baahu, Bãhu

## Biographie
Fils de Vijayabahu V il transfère la capitale à Gampola où il s'établit lui-même avec l'appui de son beau-frère le général Senalankadhikara. Il est probable que ce déplacement de la capitale du royaume soit lié à des conflits internes. Il laisse le souvenir d'un souverain plein de vertus et d'une grande sagesse. Après sa mort son frère Parakramabahu V lui succède.